# 자수정비단뱀
자수정비단뱀(Amethystine python)은 비단뱀과에 속하는 뱀의 일종이다. 인도네시아와 파푸아뉴기니, 오스트레일리아에서 발견된다. 파충류 애호가들 사이에서 인기가 있으며 색깔과 크기로 유명한 이 뱀은 길이 또는 무게로 측정되는 세계에서 6번째로 큰 뱀 중 하나이며 오스트레일리아와 파푸아뉴기니에서 가장 큰 토종 뱀이다.

## 묘사

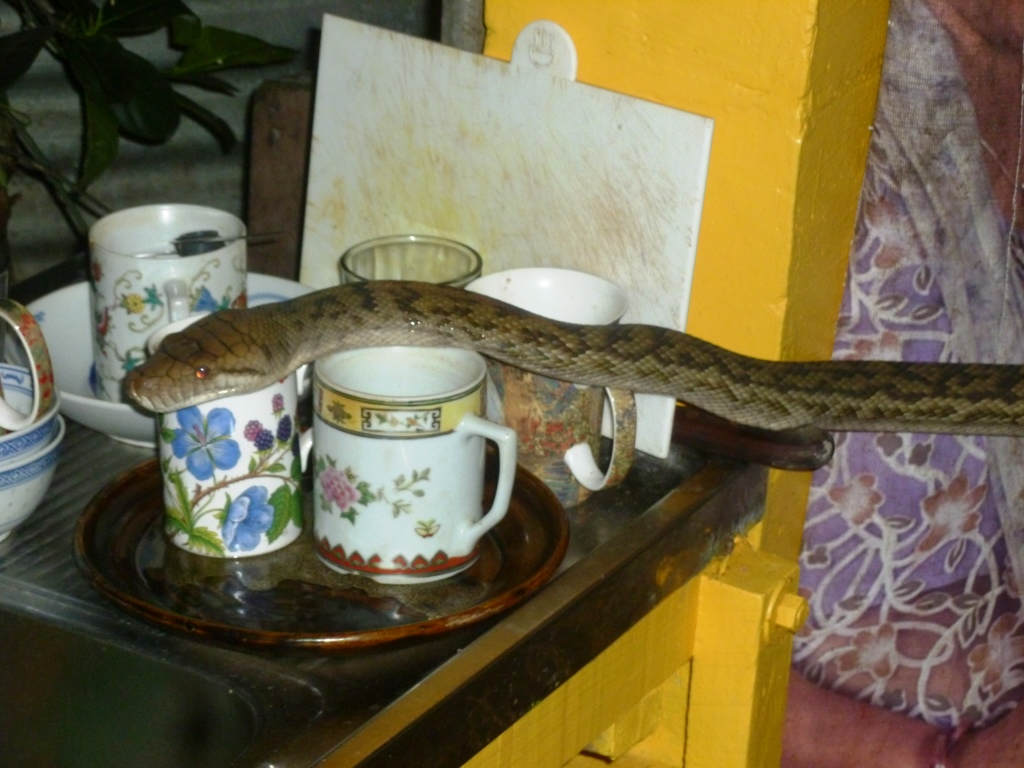
2014년 오스트레일리아 퀸즐랜드주 쿡타운 인근 자수정비단뱀

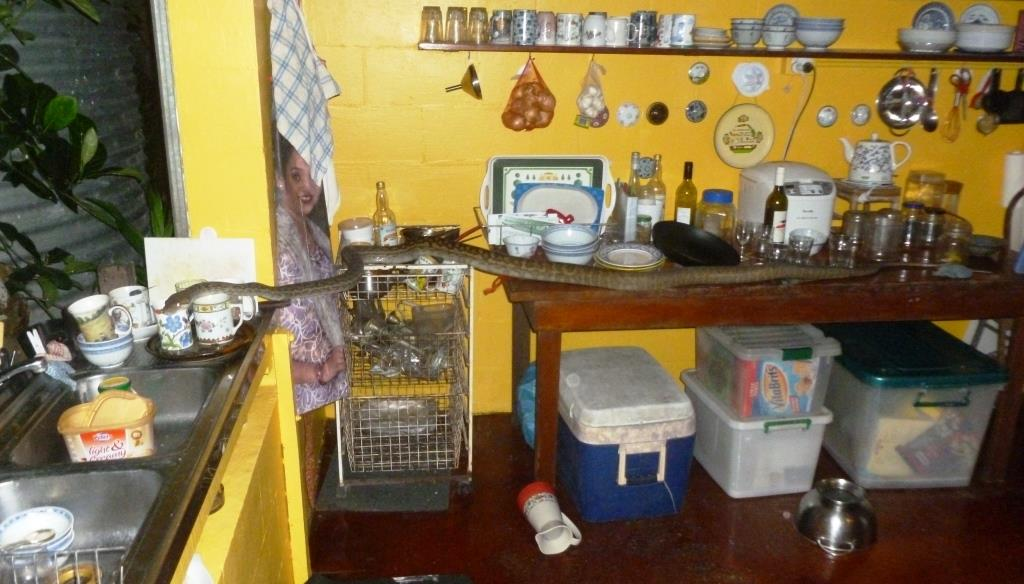
2014년 오스트레일리아 퀸즐랜드주 쿡타운 인근 가정집 자수정비단뱀 방문

자수정비단뱀 표본은 총 길이(꼬리 포함)가 8.5m 이상에서 측정되었다고 보고되지만, 이는 예외적인 것으로, 5m(16.4ft) 표본이 이미 큰 것으로 간주되고 있다. 매우 큰 수축성 뱀의 전형적인 표본처럼, 이 종의 확인된 표본이 6m(19.7ft)를 넘는 것은 거의 없다. 《기네스 세계 기록》의 스태프들에 의해 믿을 만하다고 여겨지는 보고서에서, 또 다른 거대한 암컷은 1954년 S. 딘에 의해 7.2m로 측정되었다. 일반적인 성인 표본의 크기는 약 2~4m(6.6~13.1ft)이다. 일부 예외적인 표본들은 무게가 30kg이 넘는 것으로 확인되었고, 확인되지 않은 대형 표본들은 90kg(200lb)으로 보고되었지만, 이 엄청난 크기의 표본들은 확인되지 않았다. 2015년 퀸즐랜드주 쿠란다 근처에서 스크럽비라는 별명을 가진 큰 자수정비단뱀이 잡혔다. 길이는 5m, 무게는 약 50kg으로 일반적인 것보다 더 튼튼했다. 그것은 나중에 무사히 풀려났다. 수컷은 훨씬 더 작고 날씬하며, 성숙할 때 평균 몸무게는 5.1 kg이고, 때때로 11 kg 이상 나간다. 몸은 이 과의 많은 다른 큰 구성원들과 달리 상대적으로 날씬하다.
부드러운 등비늘은 몸통 중간에서 39~53줄로 배열되어 있다. 6~7개의 하부 입술 뒤에 깊은 열 감지 구멍이 있다.

## 먹이
먹이는 일반적으로 새, 박쥐, 쥐, 주머니쥐, 기타 작은 포유류로 이루어져 있다. 더 큰 오스트레일리아와 파푸아뉴기니 표본은 왈라비와 쿠스쿠스를 잡아 먹으며, 식수를 찾는 먹이를 찾아 개울과 강둑에서 기다린다.